# Trat
Trat (på thai ตราด) är en provins i östra Thailand vid Thailandviken.
Den gränsar till Battambang, Pursat och Koh Kong i 
Kambodja. Den enda thailändska grannprovinsen är Chanthaburi som ligger nordväst om Trat.

## Geografi
Thailands tredje största ö Koh Chang och fjärde största ö Koh Kut (Koh Kood) ligger något tiotal kilometer från Trats kust (Före Koh Chang och Koh Kut i storlek är Phuket och Koh Samui)
Koh Chang är en marin nationalpark som omfattar 52 öar runt Koh Chang.